# Captain America 2: Chiến binh mùa đông
Captain America: Chiến binh mùa đông (tựa gốc tiếng Anh: Captain America: The Winter Soldier) là một bộ phim siêu anh hùng của Mỹ, phát hành năm 2014. Đây là phần tiếp theo của Captain America: Kẻ báo thù đầu tiên và phần thứ 9 thuộc Giai đoạn 2 trong Marvel Cinematic Universe (MCU). Bộ phim được đạo diễn bởi Anthony Russo và Joe Russo, kịch bản: Christopher Markus và Stephen McFeely cùng các diễn viên: Chris Evans, Scarlett Johansson, Sebastian Stan, Anthony Mackie, Cobie Smulders, Frank Grillo, Emily VanCamp, Hayley Atwell, Robert Redford và Samuel L. Jackson. Bộ phim sản xuất bởi Marvel Studios và phân phối bởi Walt Disney Studios Motion Pictures.
Captain America: Chiến binh mùa đông được phát hành toàn cầu vào ngày 26 tháng 3 năm 2014 và tại Bắc Mỹ vào ngày 4 tháng 4 năm 2014 trên định dạng 2D, 3D và IMAX 3D và thu về hơn $710,000,000 trên toàn thế giới. Phần tiếp theo, Captain America: Civil War vẫn được đạo diễn bởi anh em nhà Russo và đã phát hành vào ngày 27 tháng 4 năm 2016.

## Nội dung
Hai năm sau trận chiến ở thành phố New York, Steve Rogers hiện đang làm việc cho cơ quan gián điệp S.H.I.E.L.D. dưới sự chỉ huy của Nick Fury. Một ngày kia, Rogers cùng Đặc vụ Natasha Romanoff được cử đi giải cứu nhóm con tin gồm những nhân viên kỹ thuật của S.H.I.E.L.D. trên tàu Lemurian Star, trong đó có một sĩ quan tên Jasper Sitwell, và được hỗ trợ bởi một đội S.T.R.I.K.E do Brock Rumlow dẫn theo. Sau khi đánh bại tên cầm đầu là George Batroc, Rogers phát hiện Romanoff đang sao lưu dữ liệu từ máy tính của S.H.I.E.L.D. ra một ổ USB flash, hai người tranh cãi về việc làm của cô. Cùng lúc đó Batroc tỉnh lại, ném lựu đạn vào họ rồi bỏ trốn, nhưng Rogers đã kịp hất quả lựu đạn ra và cứu cả hai.
Trở về Triskelion, trụ sở chính của S.H.I.E.L.D., Steve gặng hỏi Fury về động cơ đằng sau việc làm của Romanoff. Fury nói rằng ông đã tin tưởng vào Steve - người lính vĩ đại nhất lịch sử, để ngăn rắc rối xảy ra, ông còn cho biết mình đã mất một mắt khi tin "ai đó". Để củng cố cho lập luận của mình, Fury giới thiệu với Rogers về dự án Insight dựa trên đề xuất của ông sau trận New York, là một kế hoạch phóng 3 chiếc tàu bay Helicarrier thế hệ mới có vũ trang lên quỹ đạo, đồng bộ với hệ thống vệ tinh định vị phóng từ tàu Lemurian Star nhằm tìm kiếm và tiêu diệt phủ đầu các mối gây hại. Steve phản đối việc "chĩa súng vào mọi người và gọi đấy là bảo vệ", rồi rời khỏi Triskelion. 
Rogers tham quan Bảo tàng Smithsonian hiện đang có một cuộc triển lãm dành riêng cho Captain America. Sau đó, anh đến thăm Peggy Carter, lúc này đã già. Cô bị bệnh và vẫn nhận ra Rogers, cô sốc khi thấy mối tình đầu còn sống. Rogers chỉ nói: "Anh không thể rời khỏi cô gái tuyệt nhất của anh, nhất là khi cô gái ấy còn nợ anh một điệu nhảy". Sau khi rời bệnh viện, Rogers đến gặp Sam Wilson, một người bạn mới của anh, vốn là lính không quân đã giải ngũ sau khi trợ thủ tử trận.
Không thể giải mã dữ liệu do Romanoff lấy được, Fury nghi ngờ dự án Insight, ông nhờ bộ trưởng Alexander Pierce (và cũng là tổng thư ký của tổ chức) trì hoãn dự án. Fury lái xe đến điểm hẹn với Đặc vụ Maria Hill thì dọc đường bị phục kích bởi những kẻ cải trang thành cảnh sát và một sát thủ đeo mặt nạ và có cánh tay trái bằng kim loại. Tuy bị thương nhưng ông vẫn chui xuống cống trốn thoát được đến căn hộ của Rogers. Trở về nhà, Rogers gặp Fury và được ông cảnh báo rằng S.H.I.E.L.D. đang có vấn đề. Ngay sau đó, Fury bị gã sát thủ lúc trước bắn hạ, nhưng đã kịp đưa cho Rogers chiếc ổ USB kèm lời dặn "đừng tin ai" rồi bất tỉnh. Cô hàng xóm kịp thời có mặt, tiết lộ mình là Đặc vụ 13 do Fury cử đến để bảo vệ Steve. Anh truy đuổi theo thủ phạm nhưng hắn đã chạy thoát.
Sau khi Fury được bên y tế xác nhận đã chết sau cuộc phẫu thuật và được Hill đưa đi, Pierce triệu tập Rogers về Triskelion. Pierce cho Rogers biết S.H.I.E.L.D. đã điều tra ra chính Fury đã thuê Batroc, người bị bắt vào đêm hôm trước, làm bình phong để đánh cắp và buôn lậu dữ liệu trên tàu Lemurian Star, từ đó dò hỏi anh lý do ông ấy đến nhà anh trước khi bị giết. Tuy ngạc nhiên nhưng Steve vẫn giữ bí mật về việc Fury cho rằng S.H.I.E.L.D. đang thoái hóa và ổ đĩa mà Fury đã giao cho mình.
Một đội S.T.R.I.K.E do Rumlow dẫn đầu định bắt giữ Steve trong thang máy, nhưng anh đã phát hiện trước và cả nhóm bị anh đánh bại. Steve sau đó trốn khỏi Triskelion, tiêu diệt cả một chiếc Quinjet cản đường. Pierce phát lệnh truy nã Steve Roger vì lý do "che giấu thông tin đằng sau cái chết của Fury". Với việc Fury bị xem là kẻ phản bội, Hội đồng An ninh Thế giới cho triển khai ngay dự án Insight.
Steve gặp lại Natasha Romanoff tại một chiếc máy bán kẹo tự động, và được cô kể rằng kẻ đích thân sát hại Fury là một sát thủ đã hoạt động 50 năm nay được gọi là Chiến binh Mùa đông, và cũng chính là kẻ bắn cô bị thuơng vài năm trước. Steve cùng với Natasha lên kế hoạch khám phá các bí mật. Dù cũng không giải mã được dữ liệu trong USB nhưng họ lần ra nguồn gốc của nó là một cơ sở bí mật của S.H.I.E.L.D. ở trại Lehigh, New Jersey, nơi Rogers từng được huấn luyện, nay đã bị bỏ hoang. Đến tầng hầm khu vực này, họ tình cờ tìm thấy và kích hoạt một siêu máy tính mà trí tuệ nhân tạo chính là Arnim Zola, vốn được chẩn đoán mắc bệnh nan y vào năm 1972 nhưng đã tải ý thức của mình vào đây. Zola cho biết S.H.I.E.L.D. được thành lập sau Thế chiến thứ hai thay cho SSR, người Mỹ đã chiêu mộ ông ta và các nhà khoa học Quốc xã khác về phục vụ trong Chiến dịch Kẹp Giấy. Tận dụng cơ hội này, Zola và đồng bọn đã hồi sinh HYDRA bên trong S.H.I.E.L.D., bí mật gây ra các cuộc xung đột, trong đó có việc cử Chiến binh Mùa đông thực hiện hàng loạt vụ ám sát, kể cả Howard Stark và Nick Fury. Ông ta còn tiết lộ dữ liệu trong ổ đĩa là một thuật toán do mình viết cho dự án Insight nhằm tạo nên một thế giới mà nhân loại phải "tự nguyện" từ bỏ tự do, phục tùng niềm tin của HYDRA. Ngay lập tức, một tên lửa hành trình do S.H.I.E.L.D. phóng thẳng đến trại và phá hủy mọi thứ. Băng nhóm Rumlow tìm Rogers và Romanoff, nhưng 2 người đã kịp chạy thoát. Nhận thông báo từ Rumlow, Pierce quyết định sử dụng át chủ bài, hắn ra lệnh cho Chiến binh Mùa Đông ám sát Rogers và Romanoff. Hắn thẳng tay giết người giúp việc của mình khi bà ấy tình cờ thấy Chiến binh mùa đông trong nhà.
Sáng hôm sau, Rogers và Romanoff đến nhà của Sam Wilson nhờ giúp đỡ. Sau khi suy luận Pierce là thủ lĩnh hiện tại của HYDRA, bộ ba bắt cóc Sitwell, cũng là một thành viên của chúng. Hắn khai rằng thuật toán Zola là một chương trình phân tích dữ liệu cá nhân để xác định những người hiện tại hoặc trong tương lai là mối đe dọa đối với HYDRA, rồi hàng triệu mục tiêu sẽ bị 3 chiếc Helicarrier của dự án Insight thủ tiêu trong chốc lát. Sau đó Chiến binh Mùa đông phục kích bộ ba và giết chết Sitwell. Trong lúc đánh tay đôi, Steve lột được mặt nạ của đối thủ và nhận ra Chiến binh Mùa đông chính là Bucky Barnes, người bạn thân tưởng như đã chết của anh. Hóa ra cú rơi năm xưa chỉ khiến Barnes mất cánh tay trái, nhưng anh được Hồng quân tìm thấy, đem về và bị HYDRA tẩy não biến thành sát thủ. Cứ thực hiện xong từng phi vụ, HYDRA tống Barnes vào buồng ngủ đông.
Sau đó bộ ba bị bắt nhưng Maria Hill đã giải cứu họ. Họ đi theo Hill và gặp lại Fury vẫn còn sống nhờ chất giảm nhịp tim trong thuốc tê mà ông đã sử dụng trong lúc bị Chiến binh mùa đông lần đầu mưu sát.
Hội đồng An ninh Thế giới đến buổi ra mắt dự án Insight. Nhưng trước khi dự án bắt đầu, Steve thông báo vào loa phát thanh, cho mọi người trong tòa nhà biết S.H.I.E.L.D. đã bị HYDRA kiểm soát và âm mưu của chúng đằng sau dự án Insight. Romanoff cải trang thành một trong những thành viên Hội đồng và tước vũ khí của Pierce. Fury đến hỗ trợ Romanoff khống chế Pierce rồi mở khóa cơ sở dữ liệu của S.H.I.E.L.D., mặc dù quá khứ của Romanoff cũng sẽ bị lộ. Trong lúc đó, Rogers và Wilson đột nhập vào hai chiếc Helicarrier và đánh tráo thẻ định vị mục tiêu của chúng bằng của họ. Nhưng khi tới chiếc thứ ba thì Chiến binh Mùa đông phục kích họ, phá hỏng bộ cánh của Wilson. Steve hạ gục Chiến binh Mùa đông và thay thế thẻ cuối cùng, cho phép Hill điều khiển 3 chiếc Helicarrier tiêu diệt lẫn nhau. Sau khi chứng kiến cơ sở dữ liệu của S.H.I.E.L.D. được tải lên và thất bại của dự án Insight, Pierce kích nổ bom nhiệt nhôm trong thẻ an ninh mà hắn lừa các thành viên Hội đồng đeo để giết họ và uy hiếp Romanoff hòng bỏ chạy, nhưng Romanoff làm nhiễu thẻ của mình bằng đĩa điện, khiến Pierce sơ hở và bị Fury bắn chết. Chiến binh Mùa đông tấn công Steve nhưng Steve không chống trả và góp phần giúp bạn mình nhớ một phần ký ức. Steve sau đó rơi xuống sông Potomac và bất tỉnh, nhưng Chiến binh Mùa đông cứu Rogers vào bờ rồi bỏ đi.
Sau khi Steve bình phục, Fury gặp anh và Wilson tại ngôi mộ giả của ông. Trước khi đi tìm tàn dư của HYDRA, ông nói với họ rằng nếu có ai hỏi về ông, họ chỉ cần đến đây. Romanoff cũng xuất hiện, cô đưa cho Rogers một tập hồ sơ về Barnes, sau đó cô giới thiệu về Đặc vụ 13, có tên thật là Sharon Carter. Steve nhìn vào các thông tin liên quan đến Barnes. Wilson biết rằng Rogers sẽ đi tìm Barnes. Rogers nói với Wilson rằng Wilson không cần phải đi với anh. Nhưng Wilson trả lời: "Tôi biết. Khi nào chúng ta bắt đầu?"
Trong phần cảnh hậu danh đề, Wolfgang von Strucker, tại một phòng thí nghiệm của HYDRA, tuyên bố rằng "thời kỳ của phép lạ" đã bắt đầu với việc các nhà khoa học tiến hành kiểm tra cây quyền trượng của Loki và một cặp anh em sinh đôi là hai người thí nghiệm sống sót: người anh trai sở hữu tốc độ siêu phàm, người em gái có quyền năng điều khiển các vật thể. Trong khi đó, Barnes tham quan một khu tưởng niệm chính mình tại Viện Smithsonian và bắt đầu nhớ lại thân phận thật sự của mình.

## Diễn viên
- Chris Evans vai Steve Rogers / Captain America
- Scarlett Johansson vai Natasha Romanoff / Black Widow
- Sebastian Stan vai Bucky Barnes / Winter Soldier
- Anthony Mackie vai Sam Wilson / Falcon
- Samuel L. Jackson vai Nick Fury
- Cobie Smulders vai Maria Hill
- Robert Redford vai Alexander Pierce
- Frank Grillo vai Brock Rumlow
- Emily VanCamp vai Sharon Carter / Đặc vụ 13
- Hayley Atwell vai Peggy Carter
- Thomas Kretschmann vai Wolfgang von Strucker
- Aaron Taylor-Johnson vai Pietro Maximoff / Quicksilver
- Elizabeth Olsen vai Wanda Maximoff / Scarlet Witch